# Giovanni Querini Stampalia
Giovanni Querini Stampalia (Venezia, 5 maggio 1799 – Venezia, 25 maggio 1869) è stato un imprenditore e filantropo italiano.

## Biografia

### Origini e formazione
Figlio di Alvise e di Maria Teresa Lippomano, apparteneva a un prestigioso e ricco ramo dei patrizi Querini, quello detto alternativamente "di Santa Maria Formosa" (dalla parrocchia di residenza), "dei Gigli" (dalle figure che ornavano lo stemma) o "Stampalia" (dall'isola greca di cui furono feudatari); quest'ultima denominazione era stata ufficializzata come secondo cognome nel 1808.
Il padre, già ambasciatore a Parigi per conto della Serenissima, dopo la caduta della Repubblica aveva partecipato alla vita politica del Regno d'Italia di Napoleone quale consigliere di Stato. La madre, che vantava ella stessa illustri natali, era una donna di vasta cultura. Oltre a tre fratelli morti bambini, Giovanni aveva una sorella, Caterina, andata in sposa al conte padovano Girolamo Polcastro.
Sin da giovane ebbe rapporti non facili con i genitori: il padre era spesso assente per lavoro e la madre gestiva la famiglia in modo autoritario. Di carattere schivo, non si sposò mai, nonostante le pressioni dei familiari che speravano potesse continuare la loro discendenza essendo l'ultimo maschio della casata; la madre arrivò a ricattarlo nel testamento, lasciando il suo patrimonio ai nipoti legittimi o, in loro mancanza, a un'opera pia. D'altro canto, riuscì a intessere profonde amicizie che durarono per tutta la sua vita e fu legato ad Andrea Mustoxidi, Leopoldo Cicognara, Vincenzo Monti, Agostino Sagredo, Isabella Teotochi Albrizzi e Giuseppe Albrizzi.
In giovane età, benché di salute cagionevole, fu uno studente modello. Frequentò con ottimi risultati il liceo a Venezia e, seguendo gli spostamenti del padre, ebbe l'opportunità di formarsi anche a Milano e Bologna. I suoi interessi erano molteplici e toccavano il latino, il greco, la letteratura, la numismatica, l'araldica e le scienze naturali. Si dilettò nella poesia e nella pittura e prese anche lezioni di scherma. Passato all'università di Padova, nel 1820 vi conseguì la laurea in utroque iure.

### Attività imprenditoriali e scientifiche
Nel 1829 acquisì l'eredità dello zio paterno Girolamo e nel 1834 quella del padre. Iniziò ad occuparsi con oculatezza delle vastissime proprietà familiari, con agenzie sparse tra Venezia, Mestre, Dese, Campodipietra e Cavarzere. In tutte queste località ricoprì la carica di consigliere comunale partecipando alla vita amministrativa.
Fu un imprenditore validissimo, partecipe in prima persona alla gestione dei propri beni e aperto alle innovazioni. Questa attività lo tenne lontano dagli eventi del Risorgimento, anche se nell'agosto del 1849 la sua casa venne saccheggiata per errore, essendosi sparsa la voce che il patriarca Jacopo Monico, considerato filoaustriaco, soggiornasse in un appartamento del palazzo.
Morta anche la madre nel 1849, intraprese diversi viaggi in Italia e all'estero. Nel 1851 prese parte alle esposizioni universali di Londra e Parigi dove presentò i prodotti della sua filanda di Campodipietra e contribuì alla riqualificazione della seta veneta in Europa. All'esposizione di Parigi tornò anche nel 1855 e nel 1867.
Le rendite del suo cospicuo patrimonio gli permisero di dedicarsi liberamente alle sue passioni, come i cavalli, le raccolte di storia naturale e le ricerche scientifiche. Negli anni 1850 mise in piedi nel suo palazzo un laboratorio e si cimentò in vari esperimenti, in particolare sull'illuminazione elettrica: nel 1852 chiese al podestà di Venezia Giovanni Correr di eseguirne uno in piazza San Marco, al posto dell'ottico Alessandro Duroni cui era stato affidato l'incarico; la proposta non fu accolta, ma riuscì comunque a realizzarlo sul terrazzo della sua casa.

### Attività benefiche
A partire dagli anni 1850 cominciò ad elargire grosse somme all'Ateneo veneto e all'Istituto veneto di scienze, lettere ed arti.
Nel marzo del 1853 fu nominato socio ordinario dell'Ateneo veneto (era già socio corrispondente dal 1839) e nell'agosto successivo divenne presidente sino al gennaio del 1857. Durante questo mandato finanziò il restauro di una parte della sede per allestire un gabinetto di lettura e, anche quando lo stesso Ateneo era deciso a chiuderlo, riuscì a mantenerlo attivo con l'acquisto di riviste.
Nel 1859 divenne membro onorario dell'Istituto veneto al quale lasciò vari doni di carattere scientifico e, in eredità, le attrezzature del suo laboratorio. Nel 1869 fece bandire a proprie spese dalla stessa istituzione un concorso per un'indagine sulle relazioni tra proprietari e agricoltori, sulla qualità dei terreni e sui benefici dell'introduzione di nuove colture e strumenti agricoli; fu vinto da Luigi Carlo Stivanello.
Non tralasciò di beneficare anche le istituzioni mediche. Già nel 1828 aveva ordinato ad Angelo Belloni termometri, barometri e medicinali per curare il verme intestinale in città. All'Ospedale di Venezia donò vari macchinari innovativi, come l'apparecchio magneto-elettrico di Duchenne, un microscopio elettrico e una macchina per curare i malati mediante trattamenti con vapore acqueo. Negli ultimi anni fu dedito alla costruzione di stabilimenti per la cura dei bambini scrofolosi.
Morì nel 1869 per problemi cardiocircolatori, seguendo di poco la sorella Caterina che gli aveva lasciato anche i suoi beni.
In base al testamento stilato l'11 dicembre 1868, il suo patrimonio confluì nella costituenda Fondazione Querini Stampalia, offrendolo così alla fruibilità pubblica. Istituì, inoltre, delle doti per fanciulle bisognose, un fondo per finanziare gli studi di un giovane povero all'università di Padova e dispose denaro per letterati e scienziati caduti in miseria.